# راسیم اجاقوف
راسیم اجاقوف (ترکی آذربایجانی: Rasim Ocaqov; ۲۲ نوامبر ۱۹۳۳ – ۱۱ ژوئیهٔ ۲۰۰۶) کارگردان فیلم، فیلم‌نامه‌نویس، و فیلم‌بردار اهل اتحاد جماهیر شوروی سوسیالیستی (جمهوری آذربایجان کنونی) بود. از فیلم‌هایی که وی کارگردانی کرده می‌توان به فیلم‌های تهمینه و جشن تولد اشاره نمود.

## جوایز
وی برندهٔ جوایزی همچون جایزه دولتی اتحاد شوروی شده‌است.